# Ère Ryakuō
L'ère Ryakuō (暦応) est une des ères de la Cour du Nord durant l'époque Nanboku-chō couvrant la période allant du mois d'août 1338 au mois d'avril 1342. Elle est suivie par l'ère Kōei. L'empereur à Kyoto est Kōmyō (光明天皇, Kōmyō-tennō). Le rival de la Cour du Sud de Go-Kōgon à Yoshino durant cette même période est l'empereur Go-Murakami (後村上天皇, Go-Murakami-tennō).

## Contexte de l'ère Nanboku-chō

Les sièges impériaux durant l'époque Nanboku-chō sont relativement proches l'un de l'autre mais géographiquement distincts. Ils sont conventionnellement identifiés ainsi :
Capitale du nord : Kyoto
Capitale du sud : Yoshino.

Au cours de l'ère Meiji, un décret impérial daté du 3 mars 1911 établit que les monarques régnants légitimes de cette époque sont les descendants directs de l'empereur Go-Daigo par l'empereur Go-Murakami dont la Cour du Sud a été établie en exil à Yoshino, près de Nara.
Jusqu'à la fin de l'époque d'Edo, les empereurs usurpateurs (en supériorité militaire) et  soutenus par le shogunat Ashikaga sont erronément inclus dans les chronologies impériales  en dépit du fait incontestable que les insignes impériaux ne sont pas en leur possession.
Cette Cour du Nord illégitime est établie à Kyoto par Ashikaga Takauji.

## Changement d'ère
- 1338 Ryakuō gannen (暦応元年?) : Le nom de la nouvelle ère est créé pour marquer un événement ou une succession d'événements. La précédente ère se termine quand commence la nouvelle, en Kemmu 5[5].

## Événements de l'ère Ryakuō
- 1340 (Ryakuō 3) : Des observations du passage d'une comète sont documentées[6].

## Équivalents à la Cour du sud
- Ère Engen